# Beleg van Bredevoort (1597)
Het Beleg van Bredevoort in 1597 is de belegering van vestingstad Bredevoort door het staatse leger onder leiding van Maurits van Nassau, de latere prins van Oranje, tijdens de Tachtigjarige Oorlog. Het beleg duurde van 1 tot en met 9 oktober, waarna Bredevoort werd ingenomen. De stad werd twee dagenlang geplunderd en brandde vrijwel geheel af. Het beleg was onderdeel van Maurits' veldtocht in 1597, zijn succesvolle offensief tegen de Spanjaarden.

## Bredevoort in 1597
Bredevoort was net als veel steden in deze tijd nog niet voorzien van moderne vestingwerken en behielp zich met een middeleeuwse stadsmuur. Door Maarten van Rossum werden de verdedigenswerken tussen 1545 en 1555 aangepast. Hij liet aarden wallen tegen de stadsmuren opwerpen. Het stadje werd onneembaar geacht vanwege de strategische ligging te midden van ondoordringbare moerassen. Het had zeven waltorens, twee zware rondelen twee stadspoorten die beschermd werden met twee ravelijnen. Als laatste uitvalsbasis diende een kasteel dat alleen te bereiken was via een dubbele gracht, door drie poorten, waarvan twee voorzien waren van dubbele torens. Bredevoort werd na de inname in 1572 kortstondig door de staatsen bezet, maar werd na Don Frederiks strafcampagne bezet door een Spaans garnizoen. 
Diederick van Bronckhorst-Batenburg had gesmeekt dat dit garnizoen de stad zou verlaten. De Spanjaarden misdroegen zich namelijk nog erger dan de Geuzen; stad en heerlijkheid werd nog meer geplunderd dan ooit tevoren. Diederick vocht liever met zijn borgmannen tegen (muitende) soldaten die de omgeving onveilig maakten. Het garnizoen vertrok uiteindelijk, op voorwaarde dat vanuit Bredevoort soldaten van voedsel werden voorzien in Groenlo. Diederick probeerde intussen de heerlijkheid Anholt en Heerlijkheid Bredevoort buiten de strijd te houden en liet herhaaldelijk weten dat de Spaanse koning geen soevereine rechten heeft op Anholt en Bredevoort. Zijn zoon nam dienst in het leger van Parma als keizerlijk veldmaarschalk, en in die hoedanigheid wist hij in 1580 het belegerde Anholt te ontzetten, Bredevoort van een sterk garnizoen te voorzien, en Groenlo in te nemen. De soevereiniteit van Anholt wordt uiteindelijk erkend, maar niet die van Bredevoort. Bredevoort was strategisch te belangrijk voor de Spanjaarden om deze buiten de strijd te houden. De pandvrouwe van Bredevoort, Geertruida van Myllendonk was er net als de Staten op gebrand het Spaanse garnizoen uit de stad verwijderd te krijgen, maar krijgt geen toestemming van Parma. Intussen nam de macht van de staatse legers toe.

## 1 oktober, de opmars
Na het innemen van Rijnberk, Meurs en Groenlo trok Maurits met zijn leger, bestaande uit 6.000 man voetvolk en 1.200 man cavalerie, op 1 oktober naar Bredevoort. De stad werd op dat moment verdedigd door twee vendels van 200 soldaten, onder leiding van de Franse kapitein Damien Gardot en zijn luitenant Van Broeckhuysen, wegens afwezigheid van graaf Hendrik van den Bergh en de vrijheer van Heerlijkheid Anholt. Maurits liet de wegen naar de stad afsluiten en bouwde zijn hoofdkwartier westelijk in het nabijgelegen Aalten, samen met dertien Engelse vendels onder bevel van Horace Vere en twaalf vendels onder bevel van graaf Willem Lodewijk van Nassau-Dillenburg, de Friese stadhouder. Ten oosten legerden de graaf Van Solms met negen vendels, samen met twaalf Schotse vendels onder bevel van Mereu en zes vendels onder bevel van Duivenvoorde in Miste en Corle.

## 2 oktober, begin
Na de insluiting worden twaalf stuks geschut geplaatst in afwachting van overige kanonnen, kartouwen en mortieren die nog vanuit Groenlo moesten worden gebracht door 'scheepslieden'. Dezelfde dag liet Maurits een eerste salvo afvuren.(Maurits had de gewoonte om na drie salvo's een ingesloten vestingstad op te eisen. Gaven de belegerden zich dan niet over, dan werden na een tweede eis minder gunstige voorwaarden aangeboden. Na een derde en laatste eis, was het slechts mogelijk om de stad op genade of ongenade over te geven.) Na de eis van Maurits riepen de belegerden vanaf de stadsmuur uitdagend "Ghy hebt die van Grol niet voor" en dat zij voornemens waren de stad tot de laatste man voor de Spaanse koning Filips II te verdedigen. De verdedigers hadden het volste vertrouwen in de strategische omgeving, den gracht en bovenal in een ontzettingsleger dat op komst was, omdat Maurits geen circumvallatielinie rondom de stad kon aanleggen door de aard van het omringende land, waardoor de stad midden in een bijna ondoordringbaar moeras lag ondanks dat zij maar met 200 verdedigers tegenover ruim 7.200 soldaten van Maurits stonden.

## 3 oktober, approches
Graaf Van den Bergh liet echter weten dat hij met zijn ontzettingsleger niet door de staatse linies kon doorbreken. Het bericht werd onderschept, zodat het nooit Bredevoort bereikte. De verdedigers wisten dus niet dat het ontzettingsleger niet zou komen. Intussen liet Maurits dammen bij de watermolen doorsteken, in een poging de stadsgracht leeg te laten lopen. Maar hij kwam er snel achter dat het onmogelijk was een gracht droog te leggen in een laag gelegen gebied midden in een moeras. Er was geen andere mogelijkheid dan het graven van approches (benaderingsloopgraven) waarmee soldaten en geschut naar de frontlinie vervoerd konden worden. Zo gebeurde het dat aan de oost- en westkant de stad beschoten werd. De Friezen en Engelsen wisten daardoor de stad tot op vierhonderd meter te naderen. Hoewel de situatie er voor de bezetters niet beter op was geworden, bleven zij iedere aangeboden overgave weigeren.

## 4 oktober, geheim wapen
Maurits was altijd voorstander van inzet van de nieuwste strijdmiddelen en bracht een geheim wapen in de strijd. Op 15 juli 1597 werd in Den Haag een mobiele kurken brug gedemonstreerd waarmee een bestorming op een belegerde stad kon worden uitgevoerd. Deze brug bestond uit losse onderdelen en kon honderdvijftig bewapende soldaten met bijbehorend zwaar geschut weerstaan. De onder- en bovenkant was versterkt met houten planken. Maurits wilde het uitproberen en liet de mobiele kurkbrug vanuit Doesburg overbrengen met genoeg brugdelen om vanuit drie kanten een aanval te kunnen uitvoeren.

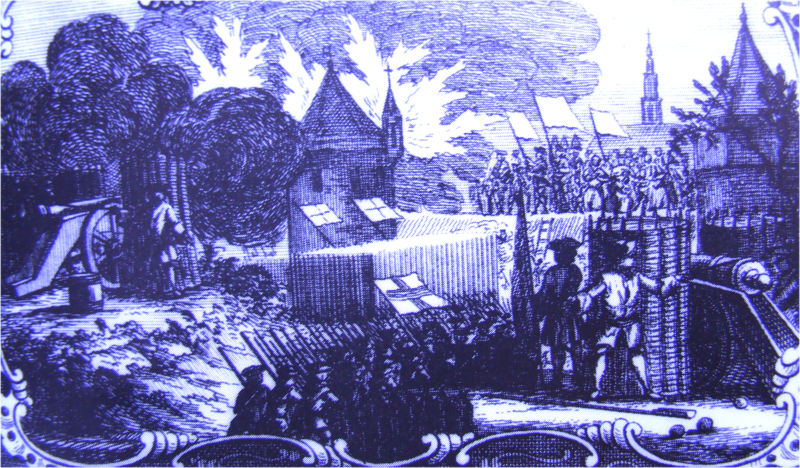
Strijd om de Aalterpoort

## 8 oktober, bloedig handgemeen
Het krijgsgeweld was nu in alle hevigheid toegenomen. Na vijf dagen vechten hadden de Schotse compagnieën vanuit de westkant een ravelijn, die gelegen was voor de Aalterpoort, na een erg bloedig handgemeen ingenomen. Die dag werden de eerste brugdelen aangevoerd met schepen uit Doesburg. Het zou een kwestie van tijd zijn totdat de stad zou vallen.

## 9 oktober, ondergang
Vroeg in de morgen werd in alle hevigheid begonnen met het beschieten van de stad met zwaar onophoudelijk geschut op met name de oost- en westkant. Aan de zuidkant werd de kurkbrug aangelegd. Dit was een gevaarlijke onderneming, want hij werd door de scheepslieden van Maurits zonder dekking aangelegd, waarbij zij zonder onderbrekingen vanaf de stadsmuren werden beschoten. Maar met een ware doodsverachting wisten Maurits' soldaten een eerste stadswal te naderen en groeven zich daar onmiddellijk in. De stormloop had een grote indruk op de verdedigers gemaakt.
Volgens krijgsgebruik uit die tijd, kwam een trommelslager naar de wal om het signaal te geven dat de verdedigers wilden onderhandelen over de voorwaarden tot overgave. Maar de staatsen waren nu niet meer aanspreekbaar. Het beleg had al te veel bloed gekost. Toen de trommelslager zijn hoofd boven de wal uitstak werd zijn hoofd er met een kanonskogel vanaf afgeschoten. Hierop ging de bestorming in alle hevigheid verder. Maurits was de greep op de soldaten nu kwijt, maar het was ook mogelijk dat Maurits ze hun gang liet gaan om wraak te nemen voor de ontberingen die zij hadden moeten doorstaan. De verdedigers lieten daarop vrouwen en kinderen op de wallen, in de hoop dat de aanblik op het zwakke geslacht de staatse troepen mild zouden stellen. De Spanjaarden wierpen nu hun hoeden in de lucht (als teken van overgave), maar werden vermoord. De overgebleven 120 Spanjaarden vluchtten daarop naar het kasteel van Bredevoort; de laatste schuilplaats. Nu kwam roofzucht boven moordzucht bij de staatse troepen en de aandacht ging uit naar buit. Bredevoort was daarvoor een winstgevende stad, want veel buitenlui hadden hun bezittingen binnen de muren van de stad gebracht. Maurits liet zijn troepen twee dagen uitrazen en plunderen. 
Hij schreef in een brief na afloop:
| Brief aan de Staten Generaal. Desen morgen hebbe wy de Stadt ende 't Casteel van Breevoordt begonst te beschieten ende deselve na eenighe voleen doen opeysschen, maar alsoo de vijant weygherde met ons te parlementeeren, hebben wij onse batterye doen continueeren, totdat wy genoechsaem Bresse gemaect hadden, t welck den vijandt mercende heeft den Trommel doen slaen ende den hoet opgesteken, roepende genade, maer ziende d'onse, dat de Bresse goet was, syn opghestegen. Ende den vyandt merckende, dat hy noet en conde resisteeren is hy mette Burherye in 't Casteel gheweken alwaer hy sich in onse ghenade heeft begheven. Uwer Ed. moghen voor zeecker daer voor houden, dattet de starckste plaets is, die wy dese tocht den vijandt afghenomen hebben |

## 11 oktober, genade en ongenade
Nadat de gemoederen bedaard waren, gaven de ingeslotenen onder leiding van luitenant Van Broekhuysen zich over op genade en ongenade. De Franse gouverneur Damien Gardot was het niet gelukt om in het kasteel binnen te vluchten. De soldaten van de compagnie van Van Broekhuysen hadden hem namelijk geweigerd en gedreigd hem dood te slaan als hij een voet op de kasteelbrug zou zetten. Dit was omdat hij geweigerd had te onderhandelen over een overgave onder gunstige voorwaarden toen dat nog mogelijk was. Gardot was met een trouw gebleven soldaat in een hol in de stadswal gekropen. Hij werd gevonden en gevangengenomen door de vaandrig van graaf Hohenlohe. Zijn leven was in gevaar, maar hij wist zich vrij te kopen. Ook de soldaten van Broekhuysen konden gaan tegen een betaling van 1.700 goudguldens. De Franse soldaten mochten zich afkopen door betaling van 2.300 goudgulden. Alle bezetters moesten vertrekken en mochten zich drie maanden niet meer boven de Maas laten zien, op straffe des doods.

## 12 oktober, aftocht van de bezetter
Na het betalen van afkoopsommen ter waarde van 6.000 goudguldens konden de bezetters vertrekken, met achterlating van wapens en bezittingen. Zij moesten bij het vertrek een bonenstaak in de handen houden om zich publiekelijk tot schande te maken. De burgers van Bredevoort moesten 6.000 daalders betalen, maar omdat zij al hun huizen en goederen kwijtgeraakt waren door een grote stadsbrand, werd deze door Maurits kwijtgescholden. Als dank boden de Bredevoortse burgers hem drie vaten wijn aan. Het ingezamelde geld werd verdeeld onder de gewonde soldaten en die waren talrijk. Het beleg van Bredevoort had Maurits meer officieren en soldaten gekost dan op al zijn andere belegeringen dat jaar.

## Stadsbrand
Een staats soldaat die in de nacht naar buit zocht, had bij gebrek aan licht een bosje stro aangestoken. Door onvoorzichtigheid raakten de hooizolder in brand die oversloeg naar andere huizen, waarbij de stad op twintig huizen na afbrandde. Hoewel Maurits zeer ontstemd was over het voorval, dacht hij ook dat het een afschrikwekkend voorbeeld voor andere steden zou zijn. Vanuit Vreden werden enkele krijgsgevangen soldaten van Verdugo uit Enschede vrijgelaten om het nieuws over de inname en brand te verkondigen. Maurits liet twee compagnieën achter in de Bredevoort en trok met zijn leger naar Enschede om die stad aan te vallen.

## Afbeeldingen

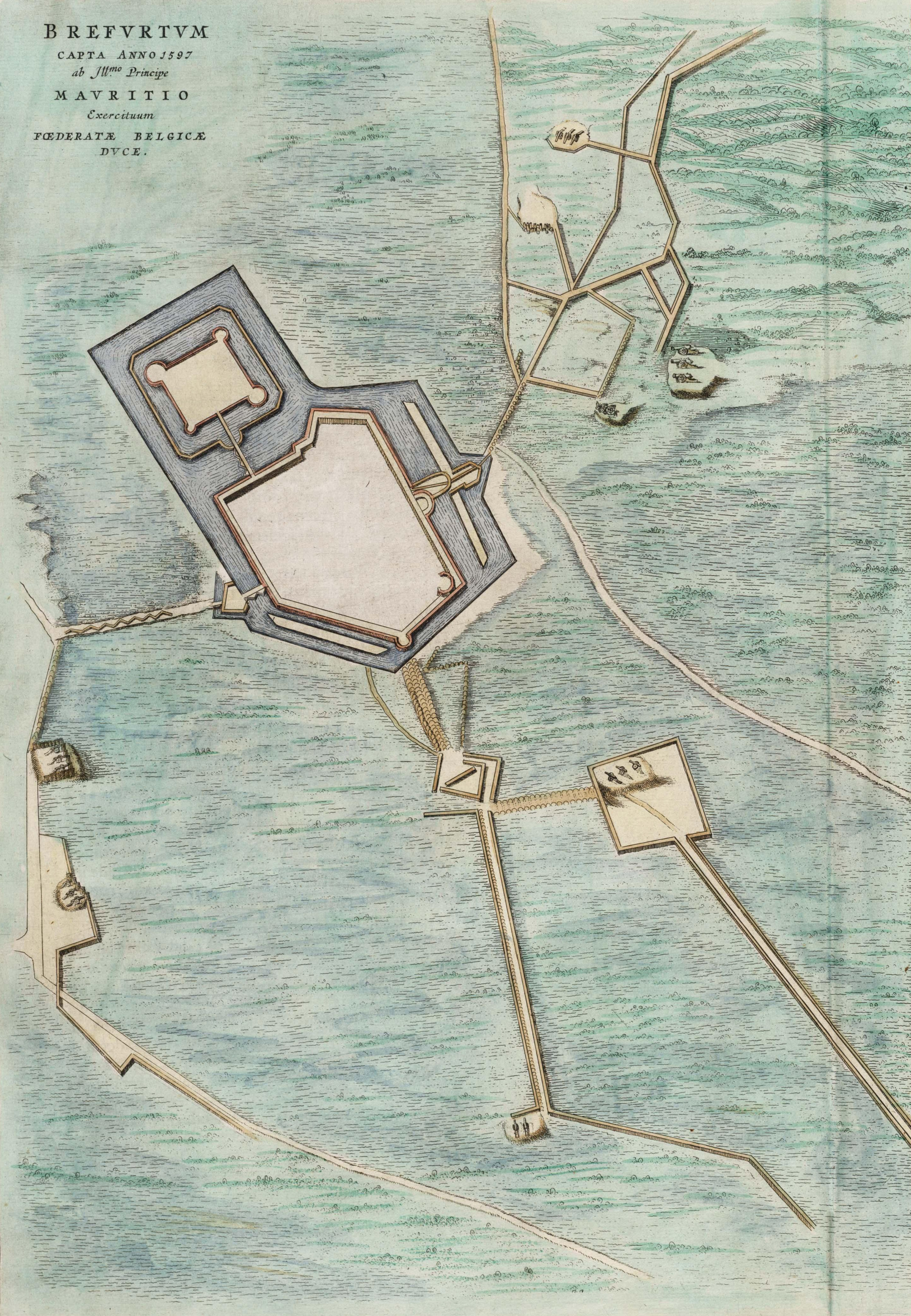
Beleg van Bredevoort in 1597
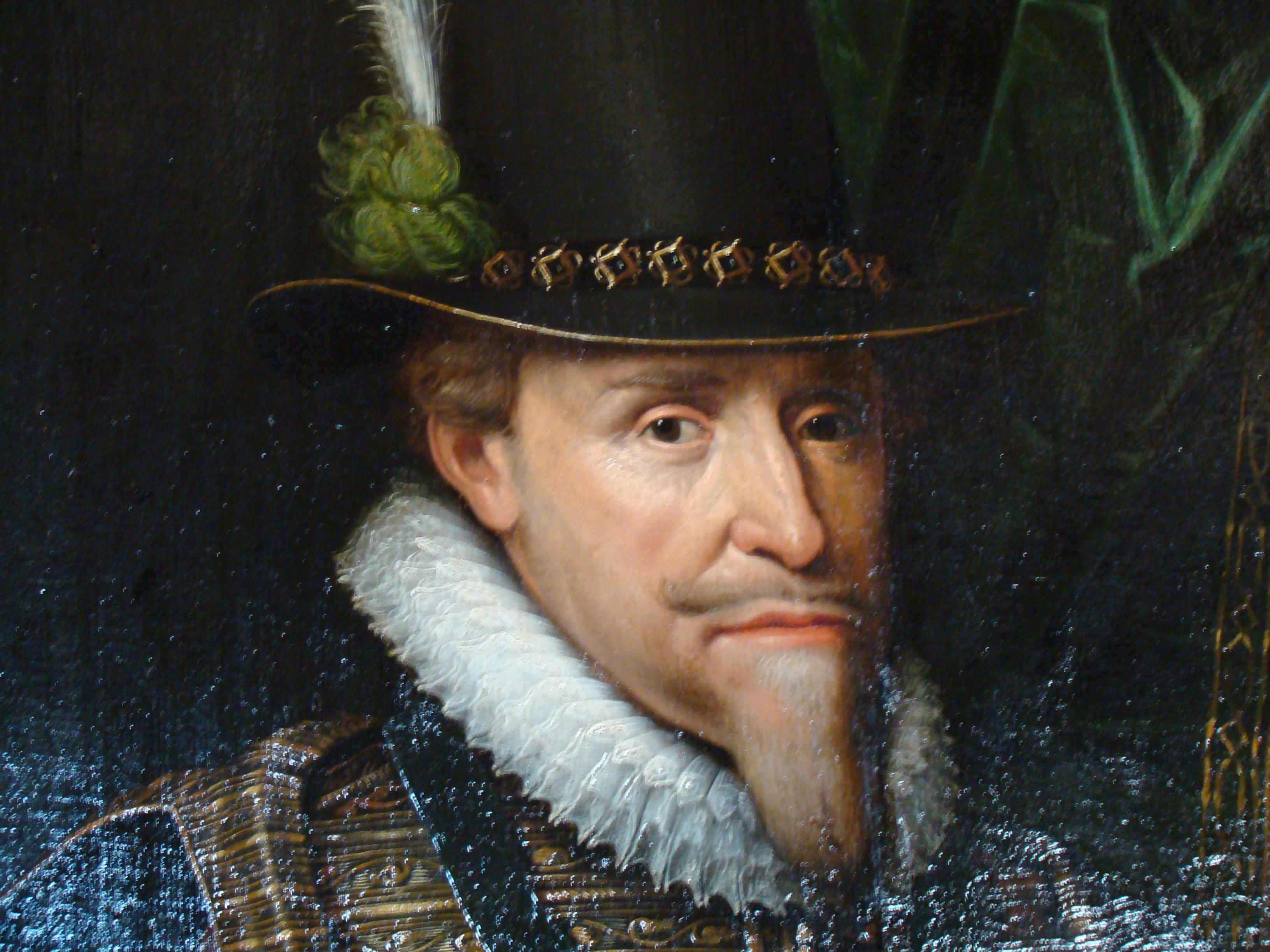
Portret van Maurits in het Paleis op de Dam te Amsterdam.
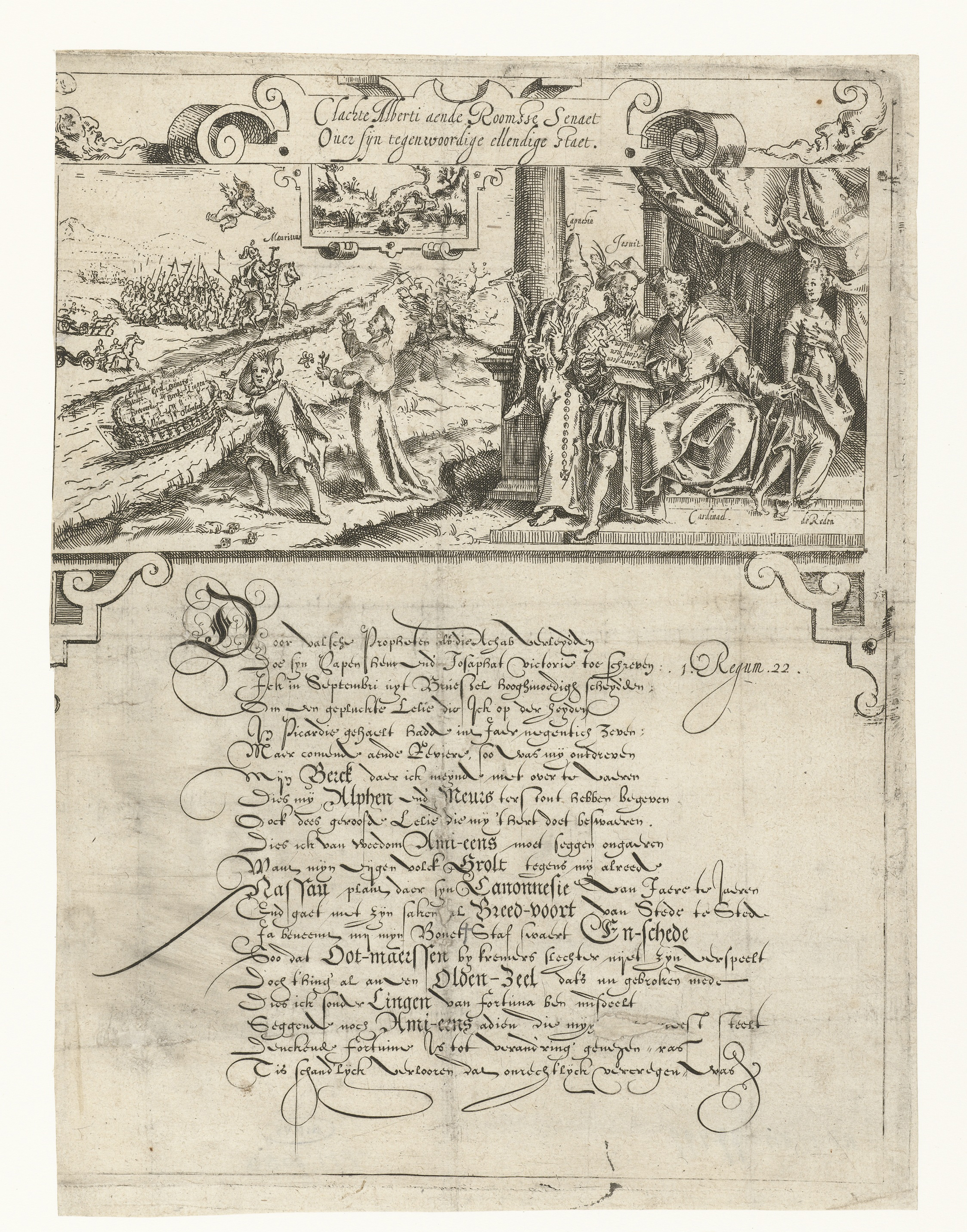
Spotprent. Kardinaal Albrecht weert de Rede af en luistert naar een jezuïet en een capucijner monnik. Een schip met de namen Enschede, Groenlo, Bredevoort, enz. wordt getrokken door Maurits die te paard zijn leger aanvoert.
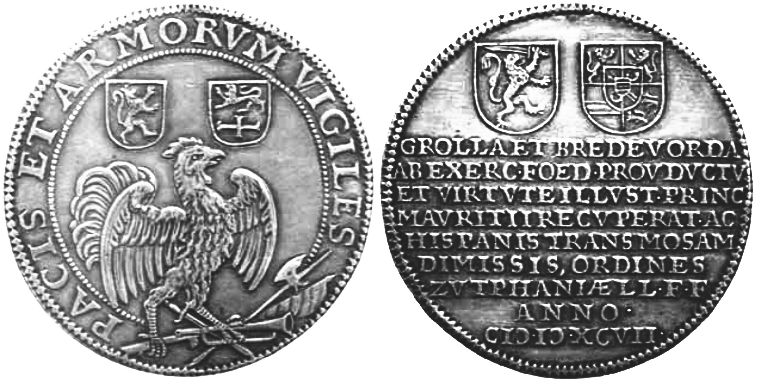
Verovering van Bredevoort en Groenlo. De Staten Generaal en het Graafschap Zutphen lieten na Maurits veldtocht diverse herinneringsmunten slaan.

1278: Van der Mark · 
1322-26: Reinoud van Gelre · 
1572: Willem van den Bergh ·
1583: Desperaten · 
1597: Maurits van Oranje · 
1606: Frederik Hendrik · 
1672: Bernhard von Galen